# Burchaty
Burchaty – wieś w Polsce położona w województwie podlaskim, w powiecie bielskim, w gminie Brańsk.
W latach 1975–1998 miejscowość administracyjnie należała do województwa białostockiego.
Przez miejscowość przepływa Leszczka, rzeka dorzecza Bugu, która właśnie tutaj wpada do Nurca.
Wierni kościoła rzymskokatolickiego należą do parafii Matki Bożej Wspomożenia Wiernych w Klichach.